# Phasia mendesi
Phasia mendesi là một loài ruồi trong họ Tachinidae.